# Первый шведский крестовый поход

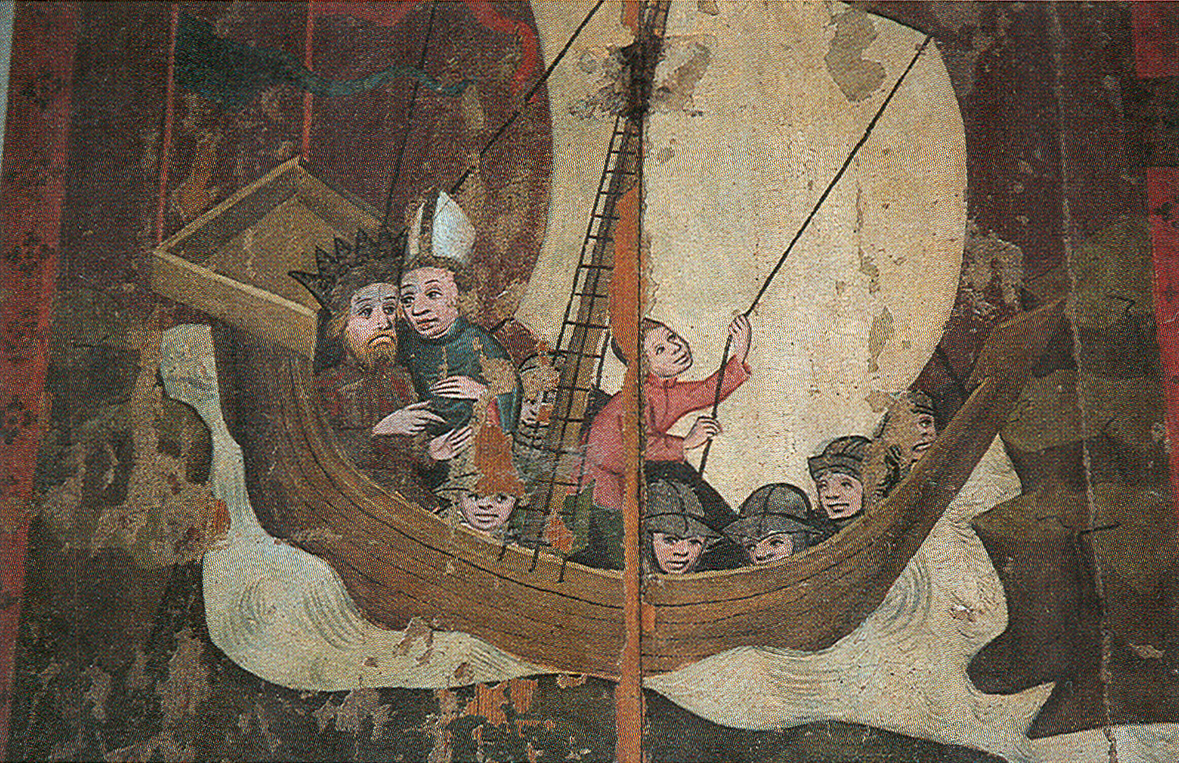
Эрик IX Святой и епископ Генрих отправляются в крестовый поход. Фрагмент росписи церкви из Уппланда, XVI в.

Первый шведский крестовый поход — легендарная военная экспедиция, произошедшая предположительно в 1150-х годах. Традиционно считается завоеванием Финляндии Швецией и принятием язычниками-финнами христианства. Согласно легенде, крестовый поход организовал и возглавил король Швеции Эрик IX Святой. Епископ Генрих Уппсальский сопровождал его в походе, он остался в Финляндии, строя церкви, а также крестя и уча народ, и позже стал там мучеником.
Реальность крестового похода является спорной. Нет никаких археологических данных, подтверждающих, что поход действительно имел место, и нет ни одного сохранившегося письменного источника, упоминающего Финляндию под шведским господством вплоть до конца 1240-х годов. Кроме того, ни финская епархия, ни епископ Финляндии не перечисляются среди своих шведских коллег до 1250-х годов.
В то время главный лейданг находился под ответственностью ярла. Это позволило выдвинуть гипотезу, что Эрик провёл свою экспедицию прежде, чем стал королём или, по крайней мере, претендентом на трон. Легенды не позволяют определить хотя бы примерный год экспедиции, и до настоящего времени все попытки установить точную дату похода успеха не имели. Приблизительная дата, которую указывал в 30-е годы XVI века Олаус Петри в своей «Шведской хронике», — это 1150 год. И всё, что в принципе известно о короле Эрике и епископе Генрихе, — это то, что они занимали важные позиции в Швеции в середине XII века.
Стоит отметить также тот факт, что все шведские епископы, участвовавшие в восточных кампаниях, являлись епископами Линчёпинга, а не епископами Уппсалы.
Середина XII века была, однако, очень неспокойным временем в северной части Балтийского моря. Финны и шведы тогда часто конфликтовали с Новгородом, поэтому шведская военная экспедиция против Финляндии в принципе могла иметь место. Особенно примечателен рассказ Первой Новгородской летописи, в которой под 1142 годом упоминается «свейский князь» и епископ, возглавлявшие флот из 60 судов-шнек, который разграбил всего три новгородских торговых судна, плывших «из заморья», потеряв при этом с «полутораста» собственных воинов. Очевидно, этот флот отвлечён был в то время неким более важным предприятием.

## Разграничение со вторым шведским крестовым походом
В российской историографии, в которой, как правило, событиям 1240 года придаётся намного большее значение, чем в историографии западной, именно их называют первым шведским крестовым походом. Относя при этом поход Биргера 1249 года, аналогично западным учёным, ко второму шведскому крестовому походу. Между тем, профессор Копенгагенского университета Джон Линд, к примеру, относит Невскую битву 1240 года именно к походу второму.